# Jumbo Interactive
Die Jumbo Interactive Limited ist ein australisches Unternehmen, das die staatlich lizenzierte Vermittlung von Lotteriescheinen im Internet anbietet. Das Unternehmen betreibt mit ozlotteries.com eine der größten australischen E-Commerce-Webseiten. Dort werden unter anderem die Lotterien Powerball und Oz Lotto vermittelt. Die Aktien der Jumbo Interactive Limited sind bei der australischen Wertpapierbörse im Leitindex All Ordinaries der Australian Securities Exchange mit dem Kürzel ASX:JIN gelistet.

## Geschichte
Jumbo Interactive Limited wurde 1995 von Mike Veverka als Software-Entwicklung und Internet Service Provider in Queensland gegründet. 1999 wurde das Unternehmen an der Börse in Australien als Jumbomall.com gelistet. Das Konzept dahinter: E-Commerce-Dienstleistungen für Händler weltweit, die Produkte über das Internet verkaufen wollten.
Als 2001 der Interactive Gambling Act vom australischen Parlament verabschiedet wurde, begann das Unternehmen mit der Vermittlung von kleineren staatlichen Wohltätigkeits-Lotterien. Nach der Übernahme von TMS Global Services 2005 lag der Fokus des Unternehmens auf der Vermittlung nationaler Lotterien. TMS Global Services betrieb seit 1984 im Einvernehmen mit Tattersalls ein Lotterie-Netzwerk in verschiedenen Pazifik-Staaten. Der Fokus verschob sich weiter auf das Internet und auf die bis heute andauernde Entwicklung der Oz Lotterie-Website.
Jumbo Interactive besitzt Vereinbarungen mit drei staatlichen Lotterien: mit New South Wales und Victoria (von der Tatts Gruppe betrieben) sowie South Australia (von SA Lotteries betrieben).
Nachdem die Jumbo Interactive die Lizenz zur gewerblichen Vermittlung deutscher Lotterien im Internet in Schleswig-Holstein erhalten hatte, kündigte das Unternehmen seine Expansion nach Deutschland an und eröffnete seine erste internationale Niederlassung in München, die Jumbo Interactive GmbH. Die deutsche Webseite ging im Dezember 2013 online. Im Juli 2014 wurden die Lizenzen und der Vertrieb auf alle deutschen Bundesländer ausgeweitet. Im November 2016 kündigte die Muttergesellschaft an, das Geschäft in Deutschland einzustellen. Im April 2017 wurde die Jumbo Interactive GmbH aufgelöst.

## Kennzahlen
Das Geschäftsjahr der Jumbo Interactive Limited lief vom 1. Juli bis zum 30. Juni. Für das Geschäftsjahr 2014 betrug das totale Transaktionsvolumen (TTV) 106,3 Mio. AU$ und der bilanzierte Umsatz 24,133 Mio. AU$. Darüber hinaus waren seit 2005 durchgehend steigende Benutzerzahlen zu verzeichnen. Der Zuwachs betrug 10 % von 2013 auf 2014.

## Produkte
Das Unternehmen bietet in Australien mit staatlicher Lizenz die folgenden Lotterievermittlungen an:
- Monday Lotto
- Wednesday Lotto
- Tattslotto
- The Pools
- Oz Lotto
- Powerball